# شلکسا
شلکسا (به لاتین: Sheleksa) یک منطقهٔ مسکونی در روسیه است که در استان آرخانگلسک واقع شده‌است.